# Super (album)
Super è il tredicesimo album in studio del gruppo musicale britannico Pet Shop Boys, pubblicato il 1º aprile 2016 dalla x2.

## Tracce
Testi e musiche di Neil Tennant e Chris Lowe, eccetto dove indicato.
1. Happiness – 4:04
2. The Pop Kids – 3:55
3. Twenty-Something – 4:22
4. Groovy – 3:29
5. The Dictator Decides – 4:50
6. Pazzo! – 2:44
7. Inner Sanctum – 4:18
8. Undertow – 4:15
9. Sad Robot World – 3:18
10. Say It to Me – 3:08 (Neil Tennant, Chris Lowe, Stuart Price)
11. Burn – 3:53
12. Into Thin Air – 4:17

## Formazione
- Neil Tennant – voce, programmazione
- Chris Lowe – programmazione
- Stuart Price – produzione, missaggio, ingegneria del suono, programmazione aggiuntiva
- Pete Gleadall – ingegneria del suono
- Tim Young – mastering
- Jessica Freedman – voce aggiuntiva (traccia 8)
- Nayana Holley – voce aggiuntiva (traccia 11)

## Classifiche
| Classifica (2016)              | Posizione massima |
| ------------------------------ | ----------------- |
| Australia                      | 12                |
| Austria                        | 8                 |
| Belgio (Fiandre)               | 21                |
| Belgio (Vallonia)              | 27                |
| Canada                         | 35                |
| Danimarca                      | 27                |
| Finlandia                      | 8                 |
| Francia                        | 39                |
| Germania                       | 3                 |
| Irlanda                        | 16                |
| Italia                         | 20                |
| Norvegia                       | 28                |
| Paesi Bassi                    | 13                |
| Regno Unito                    | 3                 |
| Regno Unito (independent)      | 2                 |
| Spagna                         | 7                 |
| Stati Uniti                    | 58                |
| Stati Uniti (dance/electronic) | 1                 |
| Stati Uniti (independent)      | 5                 |
| Stati Uniti (tastemaker)       | 18                |
| Svezia                         | 10                |
| Svizzera                       | 4                 |